# Clint Christian Staak

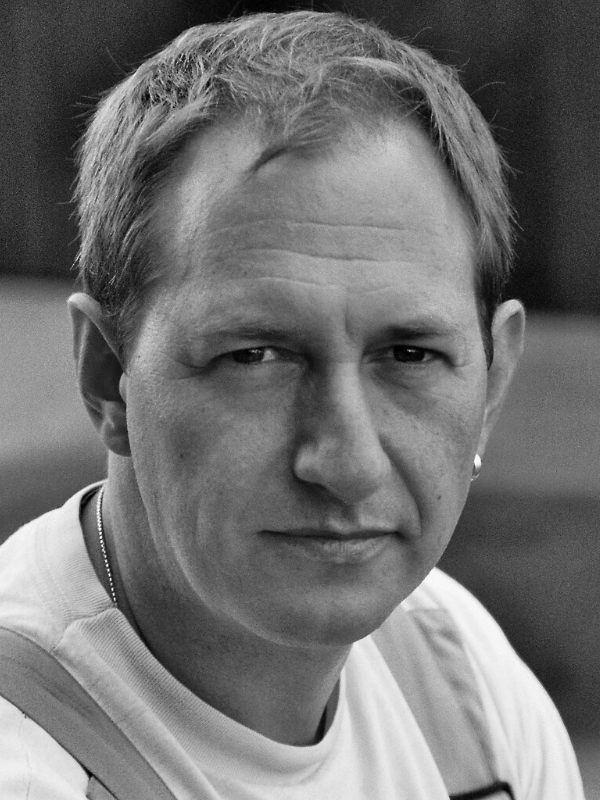
Clint Christian Staak

Clint Christian Staak (* 15. April 1969 in Frankfurt am Main) ist ein deutscher Schauspieler.

## Leben
Clint Christian Staak studierte Bauingenieurwesen an der Fachhochschule Koblenz. Ein Engagement am Theater der Jugend in Bonn – Beuel schlug er zugunsten des Studiums aus, nahm dann aber Schauspielunterricht bei Frau Gundula Schroeder, Bonn und spielte in der freien Szene Köln – Bonn.
Von 1990 bis 2000 war er Mitglied der Theatergruppe der Theatergemeinde Bonn und dem daraus resultierenden Theater Unerhört. Seit 1998 ist er Ensemble-Mitglied des Kellertheaters Chateau-Pech in Wachtberg bei Bonn.
Seit 2004 ist Clint Christian Staak neben dem Theater auch vermehrt in kleineren Rollen im Fernsehen aktiv.

## Stücke
- 1987 – Lornac
- 1988 – Der Diener zweier Herren
- 1989 – Die Chinesische Mauer
- 1991 – Hexenjagd
- 1992 – Der Krieg um Troja findet nicht statt
- 1992 – Was ihr wollt
- 1993 – Die Heiratsvermittlerin
- 1993 – Onkel Wanja
- 1993 – Der Papst und die Hexe
- 1994 – Liliom
- 1994 – Dantons Tod
- 1995 – Jagdszenen aus Niederbayern
- 1996 – Die Welt des Wassers
- 1996 – Das Phantom der Brotfabrik
- 1997 – Viel Lärmen um Nichts
- 1998 – Don Juan, oder die Liebe zur Geometrie
- 1998 – Die Physiker
- 1999 – Mordübung
- 1999/2000 – Was Ihr wollt
- 2000/2001 – Tagträumer
- 2001 – Die Möwe
- 2002 – Der Hauptmann von Köpenick
- 2003 – Jakobowsky und der Oberst
- 2004 – Das Käthchen von Heilbronn
- 2004 – Wer hat Angst vor Virginia Woolf
- 2005 – Ein idealer Gatte
- 2006 – Hamlet stirbt
- 2006 – Die Ratten
- 2006/2007 – Liliom
- 2007 – Arsen und Spitzenhäubchen